# Рафетраниана, Альберт
Альберт Токинирина Рафетраниана (фр. Albert Tokinirina Rafetraniaina; родился 9 сентября 1996 года, Амбохитрони, Мадагаскар) — французский и мадагаскарский футболист, защитник. Выступал за сборную Мадагаскара.

## Биография
Рафетраниана — воспитанник клуба «Ницца». 6 октября 2012 года в матче против «Реймса» он дебютировал за последний в Лиге 1. В начале 2016 года для получения игровой практики Альберт перешёл в «Ред Стар» на правах аренды. 5 февраля в матче против «Сошо» он дебютировал в Лиге 2. После окончания аренды Рафетраниана вернулся в «Ниццу».